# Maior Uzunovo, Vidin
Maior Uzunovo (în bulgară Майор Узуново, în română Alvadgii sau Halvagi) este un sat în comuna Vidin, regiunea Vidin,  Bulgaria. Localitatea a fost locuită compact de românii din Timocul bulgăresc. 

## Demografie
Componența etnică a satului Maior Uzunovo
     Bulgari (79,03%)
     Nicio identificare (19,93%)
     Altele (1,03%)
La recensământul din 2011, populația satului Maior Uzunovo era de 291 locuitori. Din punct de vedere etnic, majoritatea locuitorilor (79,03%) erau bulgari. Pentru 19,93% din locuitori nu este cunoscută apartenența etnică.